# 이성용 (1964년)
이성용(李成龍)은 전 대한민국 공군 출신 군인이며 38대 공군참모총장을 역임하였다.

## 생애
서울특별시에서 태어났으며, 동국대사대부고 졸업 이후 공군사관학교에 입교하여 공사 34기로 소위 임관하였다. 소위 임관 이후 공중지취 및 방위력 개선 분야에서 근무하였다. 공군참모총장 임명 이후 공군 내 성추행 사건이 발생하여 이에 책임을 지고 사의를 표명하였다.